# Абрамов, Валерий Владимирович
Валерий Владимирович Абрамов (род. 20 мая 1950, Москва) — советский и российский театральный актёр и педагог. Народный артист Российской Федерации (2008).

## Биография
Родился 20 мая 1950 года в Москве в семье рабочих.
В детстве посещал драмкружки, детскую студию районного дома культуры.
В 1967 году поступил в Школу-студию МХАТ (мастерская В. К. Монюкова).
В 1971 году был призван на срочную службу в армию, в команду артистов-военнослужащих Театра Советской Армии. Через год принят в труппу театра.
Более 50 лет — актёр Театра Российской армии.
Преподает на актерском факультете РАТИ (доцент), два года преподавал актёрское мастерство во ВГИКе.
В 1998 году присвоено звание Заслуженный артист Российской Федерации, в 2008 году удостоен звания Народного артиста Российской Федерации.
Сын — актёр Пётр Абрамов (род. 1978).

## Фильмография
- 1979 — Расстояние в 30 дней (фильм-спектакль) — Карпенко — главная роль
- 1981 — Следствие ведут ЗнаТоКи (Из жизни фруктов. Дело № 16) — милиционер (нет в титрах)
- 1982 — Несколько капель (фильм-спектакль) — Степан, муж Музы
- 1984 — Эхо (фильм-спектакль) — генерал Тимофеев
- 1985 — Белая палатка (фильм-спектакль) — рыжеусый
- 1988 — Радости земные (многосерийный телефильм) — Николай Смольков